# 圣乔治·杰克逊·米瓦特
圣乔治·杰克逊·米瓦特（1827年11月30日—1900年4月1日）是一位英格兰生物学家，是达尔文自然选择理论的早期支持者和后期批评者，1869年当选皇家学会会士，主要作品有《物种产生》（On the Genesis of Species）等。